# Basket-ball aux Jeux du Commonwealth de 2018
Les compétitions de basket-ball des Jeux du Commonwealth de 2018 organisés à Gold Coast (Australie), se déroulent du 5 au 15 avril 2018.
Le basket-ball refait son apparition aux Jeux du Commonwealth, après une apparition en 2006.
Les sélections masculine et fémine d'Australie remportent les deux titres, respectivement devant le Canada et la Nouvelle-Zélande chez les hommes et l'Angleterre et la Nouvelle-Zélande chez les femmes.

## Format de la compétition
Les huit nations qualifiées sont réparties en deux groupes composés chacun de quatre équipes. Après la phase de poule, les deux premières équipes du Groupe A sont directement qualifiées pour les demi-finales, tandis que les deux premiers du groupe B et les deux dernières équipes du Groupe A sont qualifiés pour le match de barrage.

## Équipes qualifiées

### Tournoi masculin
Les huit équipes qualifiées :
| Compétition                                                         | Date             | Lieu | Places | Qualifiés                       |
| ------------------------------------------------------------------- | ---------------- | ---- | ------ | ------------------------------- |
| Pays organisateur                                                   |                  |      | 1      | Australie                       |
| Meilleures équipes du Commonwealth au Classement mondial de la FIBA | 1er juillet 2017 |      | 3      | Nigeria Nouvelle-Zélande Canada |
| Invités par la Fédération des Jeux du Commonwealth et par la FIBA   | 7 juillet 2017   |      | 4      | Angleterre Écosse Cameroun Inde |
| Total                                                               |                  |      | 8      |                                 |

### Tournoi féminin
Les huit équipes qualifiées :
| Compétition                                                         | Date             | Lieu | Places | Qualifiés                               |
| ------------------------------------------------------------------- | ---------------- | ---- | ------ | --------------------------------------- |
| Pays organisateur                                                   |                  |      | 1      | Australie                               |
| Meilleures équipes du Commonwealth au Classement mondial de la FIBA | 1er juillet 2017 |      | 3      | Canada Angleterre Mozambique            |
| Invités par la Fédération des Jeux du Commonwealth et par la FIBA   | 7 juillet 2017   |      | 4      | Jamaïque Nouvelle-Zélande Inde Malaisie |
| Total                                                               |                  |      | 8      |                                         |

### Tournoi masculin

#### Groupes
| Groupe A         | Groupe B   |
| ---------------- | ---------- |
| Australie        | Écosse     |
| Canada           | Cameroun   |
| Nouvelle-Zélande | Inde       |
| Nigeria          | Angleterre |

#### Phase finale
|  | Quarts de finale | Quarts de finale |         |                        | Demi-finales | Demi-finales |  |  | Finale | Finale |
|  | Quarts de finale | Quarts de finale |         |                        | Demi-finales | Demi-finales |  |  | Finale | Finale |
|  |                  |                  |         |                        |              |              |  |  |        |        |
|  |                  |                  |         |                        |              |              |  |  |        |        |
|  |                  |                  |         |                        |              |              |  |  |        |        |
|  | Australie        | 103              |         |                        |              |              |  |  |        |        |
|  | Australie        | 103              | Nigeria | 61                     |              |              |  |  |        |        |
|  | Écosse           | 46               | Nigeria | 61                     |              |              |  |  |        |        |
|  | Écosse           | 46               | Écosse  | 66                     |              |              |  |  |        |        |
|  |                  |                  | Écosse  | 66                     | Australie    | 87           |  |  |        |        |
|  |                  |                  |         |                        | Australie    | 87           |  |  |        |        |
|  |                  | Canada           | 47      |                        |              |              |  |  |        |        |
|  | Canada           | Canada           | 47      | 97                     |              |              |  |  |        |        |
|  | Canada           | Nouvelle-Zélande | 86      | 97                     |              |              |  |  |        |        |
|  | Angleterre       | Nouvelle-Zélande | 86      | 79                     |              |              |  |  |        |        |
|  | Angleterre       | Canada           | 88      | 79                     |              |              |  |  |        |        |
|  |                  | Canada           | 88      | Match pour la 3e place |              |              |  |  |        |        |
|  |                  |                  |         |                        |              |              |  |  |        |        |
|  |                  |                  |         |                        |              |              |  |  |        |        |
|  |                  |                  |         |                        |              |              |  |  |        |        |
|  | Écosse           | 69               |         |                        |              |              |  |  |        |        |
|  | Écosse           | 69               |         |                        |              |              |  |  |        |        |
|  | Nouvelle-Zélande | 79               |         |                        |              |              |  |  |        |        |
|  | Nouvelle-Zélande | 79               |         |                        |              |              |  |  |        |        |

### Tournoi féminin

#### Groupes
| Groupe A   | Groupe B         |
| ---------- | ---------------- |
| Australie  | Jamaïque         |
| Canada     | Inde             |
| Angleterre | Malaisie         |
| Mozambique | Nouvelle-Zélande |

#### Phase finale
|  | Quarts de finale | Quarts de finale |                  |                        | Demi-finales | Demi-finales |  |  | Finale | Finale |
|  | Quarts de finale | Quarts de finale |                  |                        | Demi-finales | Demi-finales |  |  | Finale | Finale |
|  |                  |                  |                  |                        |              |              |  |  |        |        |
|  |                  |                  |                  |                        |              |              |  |  |        |        |
|  |                  |                  |                  |                        |              |              |  |  |        |        |
|  | Australie        | 109              |                  |                        |              |              |  |  |        |        |
|  | Australie        | 109              | Mozambique       | 63                     |              |              |  |  |        |        |
|  | Nouvelle-Zélande | 50               | Mozambique       | 63                     |              |              |  |  |        |        |
|  | Nouvelle-Zélande | 50               | Nouvelle-Zélande | 79                     |              |              |  |  |        |        |
|  |                  |                  | Nouvelle-Zélande | 79                     | Australie    | 99           |  |  |        |        |
|  |                  |                  |                  |                        | Australie    | 99           |  |  |        |        |
|  |                  | Angleterre       | 55               |                        |              |              |  |  |        |        |
|  | Angleterre       | Angleterre       | 55               | 62                     |              |              |  |  |        |        |
|  | Angleterre       | Angleterre       | 55               | 62                     |              |              |  |  |        |        |
|  | Jamaïque         | Angleterre       | 55               | 40                     |              |              |  |  |        |        |
|  | Jamaïque         | Canada           | 53               | 40                     |              |              |  |  |        |        |
|  |                  | Canada           | 53               | Match pour la 3e place |              |              |  |  |        |        |
|  |                  |                  |                  |                        |              |              |  |  |        |        |
|  |                  |                  |                  |                        |              |              |  |  |        |        |
|  |                  |                  |                  |                        |              |              |  |  |        |        |
|  | Nouvelle-Zélande | 74               |                  |                        |              |              |  |  |        |        |
|  | Nouvelle-Zélande | 74               |                  |                        |              |              |  |  |        |        |
|  | Canada           | 68               |                  |                        |              |              |  |  |        |        |
|  | Canada           | 68               |                  |                        |              |              |  |  |        |        |

## Résultats

### Podiums
| Épreuves         | Or        | Argent     | Bronze           |
| ---------------- | --------- | ---------- | ---------------- |
| Tournoi masculin | Australie | Canada     | Nouvelle-Zélande |
| Tournoi féminin  | Australie | Angleterre | Nouvelle-Zélande |